# Ral·li de Roma Capitale
El Ral·li de Roma Capitale, en italià Rally di Roma Capitale, és una prova anual de ral·li que se celebra a Roma, la capital d'Itàlia. Les dos primeres edicions es van celebrar a la Província de Rieti, essent a partir del 2015 que la prova se celebrà a la Província de Roma i a la Província del Frosinone. Precisament a partir del 2015 va començar a ser puntuable pel Campionat d'Itàlia de Ral·lis, passant també a ser-ho del Campionat d'Europa de Ral·lis a partir de 2017.

## Palmarès
| Any  | Pilot                | Copilot           | Vehicle                | Camp.    | Ref.  |
| ---- | -------------------- | ----------------- | ---------------------- | -------- | ----- |
| 2013 | Alfredo De Dominicis | Matteo Chiarcossi | Ford Focus RS WRC      |          |       |
| 2014 | Tonino Di Cosimo     | Mario Papa        | Ford Focus RS WRC      |          |       |
| 2015 | Umberto Scandola     | Guido D'Amore     | Škoda Fabia R5         | CIR      | [ 1 ] |
| 2016 | Umberto Scandola     | Guido D'Amore     | Škoda Fabia R5         | CIR      |       |
| 2017 | Bryan Bouffier       | Xavier Panseri    | Ford Fiesta R5         | CIR, CER | [ 2 ] |
| 2018 | Aleksei Lukianiuk    | Alexey Arnautov   | Ford Fiesta R5         | CIR, CER | [ 3 ] |
| 2019 | Giandomenico Basso   | Lorenzo Granai    | Škoda Fabia R5         | CIR, CER | [ 4 ] |
| 2020 | Aleksei Lukianiuk    | Dmitriy Eremeev   | Citroën C3 R5          | CIR, CER | [ 5 ] |
| 2021 | Giandomenico Basso   | Lorenzo Granai    | Škoda Fabia Rally2 Evo | CIR, CER | [ 6 ] |
| 2022 | Damiano de Tommaso   | Giorgia Ascalone  | Škoda Fabia Rally2 Evo | CIR, CER | [ 7 ] |
| 2023 | Andrea Crugnola      | Pietro Ometto     | Citroën C3 Rally2      | CIR, CER | [ 8 ] |